# Garota Verão
O Garota Verão foi um prestigiado concurso de beleza feminina realizado durante as temporadas de verão do Rio Grande do Sul e Santa Catarina ao longo de quase trinta anos, onde todas as candidatas passavam por várias seletivas até chegarem a etapa final, nas cidades de Capão da Canoa e Balneário Camboriú. 
O evento era promovido pelo Grupo RBS e contava com cobertura televisiva da RBS TV, filiada à Rede Globo, no Rio Grande do Sul - e na época quando afiliada também em Santa Catarina - e com transmissão também via internet. A sua última edição foi 28/02/2015 após o programa ''Estrelas'' e depois o Caldeirão do Huck.
Em janeiro de 2016, o Grupo RBS anunciou a suspensão do Garota Verão, sem muitos detalhes e sem previsão de retorno.

## Boletim Garota Verão
O Boletim Garota Verão era uma chamada televisiva com duração de 2 minutos transmitida pela RBS TV sobre os bastidores, as curiosidades e os desfiles do Garota Verão. Estreou no dia 3 de janeiro de 2000 no estado do Rio Grande do Sul, durante a 18ª edição do concurso e no dia 6 de janeiro de 2003 no estado de Santa Catarina, durante a 8ª edição do concurso. Era exibido todos os dias, aos intervalos da programação em horário nobre através das emissoras afiliadas da Rede Globo nos estados do RS e SC.

## Minuto Garota Verão
O Minuto Garota Verão era outra chamada televisiva com duração de 1 minuto transmitida pelas mesmas emissoras. A chamada mostrava os perfis das candidatas do  Garota Verão gravado nas praias catarinense e gaúcha. Estreou dia 4 de janeiro de 1999 no estado do RS, na 17ª edição do concurso e dia 3 de janeiro de 2000 no estado de SC, na 5ª edição do concurso. Era exibido de segunda à sábado, antes do Jornal do Almoço.

## Ex-candidatas notáveis
Dentre tantas candidatas que foram vencedoras do concurso, muitas continuaram fazendo sucesso tanto em concursos de beleza quanto em meios artísticos:
- Luize Altenhofen: segunda princesa do concurso de 1996, foi eleita Miss Rio Grande do Sul em 1998 e, no mesmo ano, terceira colocada do concurso Miss Brasil. Atualmente, é apresentadora da Rede Bandeirantes.
- Ana Paula Quinot: vencedora de 1997, foi eleita Miss Terra Brasil em 2006, disputando o título de Miss Terra no mesmo ano, em concurso realizado nas Filipinas. Posteriormente foi apresentadora do Studio Pampa, da Rede Pampa. Hoje é dona da loja Dullius.
- Sheron Menezes: segunda colocada na edição de 2000, foi escolhida 1ª princesa do concurso. Posteriormente, iniciou carreira como atriz na Rede Globo, na qual se encontra atualmente.
- Rafaela Zanella: vencedora da edição de 2003, venceu os títulos de Miss Santa Maria, Miss Rio Grande do Sul e Miss Brasil em 2006. No mesmo ano, esteve entre as 20 semifinalistas do concurso Miss Universo.
- Sancler Frantz: princesa da edição de 2009,apresentou diversos programas na Rede Pampa, além de ser a terceira colocada do programa Top Model, o Reality em 2012, na Rede Record. Em 2013 foi Miss Ilhas dos Lobos World e  ganhou o Miss Brasil Mundo 2013. No mesmo ano, terminou entre as seis finalistas no Miss Mundo.
- Patricia Poeta: jornalista, finalista na edição de 1995.

## Rio Grande do Sul
| Ano  | Garota Verão            | 1.ª Princesa         | 2.ª Princesa                        | Ref.   |
| ---- | ----------------------- | -------------------- | ----------------------------------- | ------ |
| 2015 | Gabrielle Martins       | Marilinda Corrêa     | Francielle Reis                     | [ 2 ]  |
| 2014 | Marina Streit           | Bianca Dewes         | Nicole Santiago                     | [ 3 ]  |
| 2013 | Caroline Schwengber     | Não houve            | Não houve                           | [ 4 ]  |
| 2012 | Marceli Almeida         | Edinéia Vargas       | Andressa Correa                     | [ 5 ]  |
| 2011 | Leonora Wëimer          | Juliana Schulz       | Marcielle de Sousa                  | [ 6 ]  |
| 2010 | Gabriella Soltys        | Patrícia Köpp        | Suélen Camargo                      | [ 7 ]  |
| 2009 | Juliana Müller          | Natasha Raymundo     | Sancler Frantz                      | [ 8 ]  |
| 2008 | Raphaela Sirena         | Natália Zambiazzi    | Cassiana Fleck                      | [ 9 ]  |
| 2007 | Luana Baggio            | Karol Petry          | Nathália Gomes                      | [ 10 ] |
| 2006 | Janaína Andrade         | Carina Graciola      | Caroline Gonçalves                  | [ 11 ] |
| 2005 | Taíse Rodrigues Dias    | Não houve            | Não houve                           | [ 12 ] |
| 2004 | Eliza Porciúncula Justo | Sabrina Spode        | Paula Garbuyo                       | [ 13 ] |
| 2003 | Rafaela Zanella         | Michelle Wrasse      | Suellen Loewenthal                  | [ 14 ] |
| 2002 | Liége Müller            | Alessandra Hendler   | Francine Rabuske e Kely Dorneles    | [ 15 ] |
| 2001 | Priscila Flores         | Cecília Ramalho Timm | Carol Lazaretti e Fabiana Rodrigues | [ 16 ] |
| 2000 | Ingrid Alfaya           | Sheron Menezes       | Rafaela Griza                       | [ 17 ] |
| 1999 | Francieli Fischer       | Cintia Mendes        | Cleonice Lutz                       | [ 18 ] |
| 1998 | Karen Köhler            | Danielle Fernandes   | Jaqueline Feltes                    | [ 19 ] |
| 1997 | Ana Paula Quinot        | Elen Lodero          | Aline Paz Vidor                     | [ 20 ] |
| 1996 | Deise Policarpo         | Fernanda Vargas      | Luize Altenhöfen                    | [ 21 ] |
| 1995 | Nadine Dubal            | Patrícia Silveira    | Fernanda da Cunha                   | [ 22 ] |
| 1994 | Mariele Capssa          | Patrícia Kleinert    | Branca Gigoski                      |        |
| 1993 | Natalie Schmidt         | Vinícia Vianna       | Patrícia Schneider                  |        |
| 1992 | Andréa Lauck            | Karina Dib           | Ana Paula Bergesch                  |        |
| 1991 | Viviane Schäefer        | Joise Anai           | Alessandra Villela                  |        |
| 1990 | Gissele Wëber           | Lisiane Pereira      | Helena Paiva                        |        |
| 1989 | Cláudia Costa Valle     | Yanira Vargas        | Máxima do Amaral                    |        |
| 1988 | Luciana Albrecht        | Cláudia Pavan        | Andréa Schmidt de Oliveira          |        |
| 1987 | Carolina Lemke          | Saionara Dubois      | Daniela Hoffmann Bentz              |        |
| 1986 | Kátia Oliveira          | Roseli Jorgens       | Rafaela Reis Martins                |        |
| 1985 | Marília Czamanski       | Não houve            | Não houve                           |        |
| 1984 | Raquel Balczareck       | Não houve            | Não houve                           |        |
| 1983 | Marisa Brandão          | Soraya Schreinert    | Não houve                           |        |

### Títulos por Municípios
| Títulos | Município                 | Vitórias                     |
| ------- | ------------------------- | ---------------------------- |
| 5       | Porto Alegre              | 1984, 1985, 1990, 1993, 2008 |
| 3       | Torres                    | 2000, 2010, 2015             |
| 3       | Santa Maria               | 1998, 2003, 2007             |
| 2       | Taquara                   | 1992, 2014                   |
| 2       | Lajeado                   | 1997, 2013                   |
| 2       | Agudo                     | 1999, 2002                   |
| 2       | Rio Grande                | 1986, 1989                   |
| 2       | Capão da Canoa            | 1987, 1988                   |
| 1       | Palmares do Sul           | 2012                         |
| 1       | Eldorado do Sul           | 2011                         |
| 1       | Esteio                    | 2009                         |
| 1       | Santo Antônio da Patrulha | 2006                         |
| 1       | Pelotas                   | 2005                         |
| 1       | Jaguarão                  | 2004                         |
| 1       | Itaara                    | 2001                         |
| 1       | Arroio do Sal             | 1996                         |
| 1       | São Borja                 | 1995                         |
| 1       | Ijuí                      | 1994                         |
| 1       | Teutônia                  | 1991                         |
| 1       | Tramandaí                 | 1983                         |

## Santa Catarina
| Ano  | Garota Verão          | 1ª Princesa                 | 2ª Princesa               |
| 2010 | Camila Alves Rocha    | Nayara Peters               | Catherine Peruzzolo       |
| 2009 | Camila Paiva Pinzon   | Jésica Weigmann             | Camila de Lima            |
| 2008 | Mariana Bathke        | Emanuelle Junkes            | Beatriz Back              |
| 2007 | Gabrielle de Souza    | Larissa Schmidt             | Cássia Ippolito           |
| 2006 | Aline Fischer         | Michelly Francine Bohnen    | Nádia Paula Vieira        |
| 2005 | Michele Chagas        | Não houve                   | Não houve                 |
| 2004 | Beatriz Back Neves    | Manuella Emerim Voss        | Mariana Gabriela de Souza |
| 2003 | Andréia Montibeler    | Renata Ramos Silva          | Paula Nascimento          |
| 2002 | Aline Rinaldi Pires   | Thais Souza Wiggers         | Adriana Gabriela da Silva |
| 2001 | Ursula da Silveira    | Laiz Marie Gerent           | Tayana Dacorregio         |
| 2000 | Rosecle Bezerra       | Andressa Custódio           | Francyelle Souza          |
| 1999 | Sabrina Neli de Souza | Daniela Lima de Aguiar      | Vanessa Gevaerd           |
| 1998 | Vanessa Schutz        | Gigliola Rodrigues          | Rafaela Duarte            |
| 1997 | Rita Martin           | Andrezza Aparecida de Souza | Joice Morgana Conceição   |
| 1996 | Letícia dos Anjos     | Simara Marques Goudinho     | Flávia de Souza           |